# Louis Sparre
Pehr Louis Sparre af Söfdeborg (ur. 3 sierpnia 1863 w Gravellona Lomellina, zm. 26 października 1964 w Sztokholmie) – szwedzki arystokrata, malarz i rysownik, także szermierz, uczestnik letnich igrzysk olimpijskich w Sztokholmie w 1912 roku.
Studiował w Szwedzkiej Królewskiej Akademii Sztuki i w Académie Julian. Następnie przez dwie dekady mieszkał i tworzył w Finlandii. Tam ożenił się z artystką Evą Mannerheim, siostrą Carla Gustafa Mannerheima.
Od 1908 mieszkał wraz z żoną w Szwecji. Wziął udział w turnieju indywidualnym szpadzistów na igrzyskach olimpijskich w 1912 w Sztokholmie